# Daniel Beskos

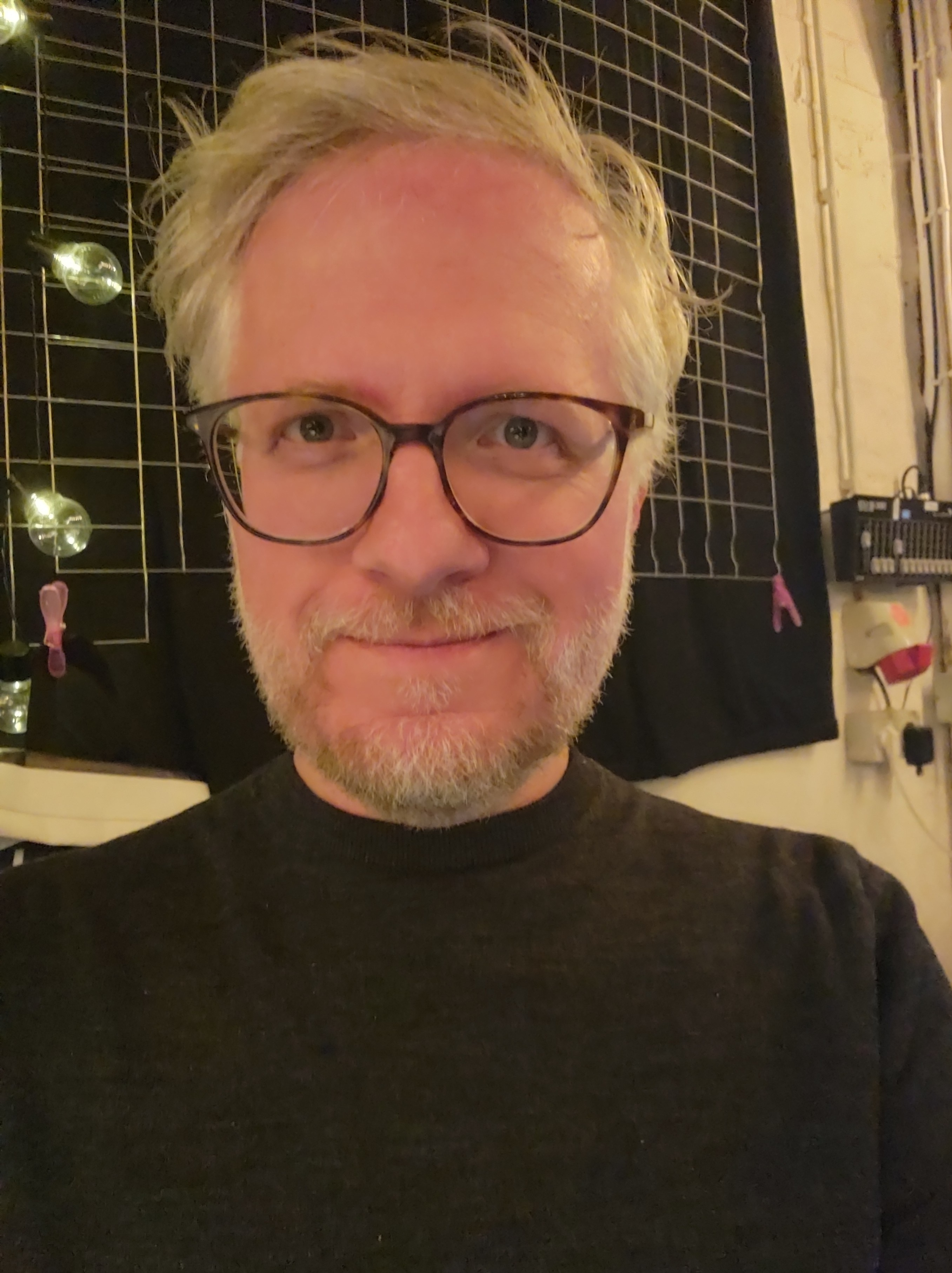
Daniel Beskos (2024)

Daniel Beskos (* 30. Januar 1977 in Offenbach am Main) ist ein deutscher Verleger, Literaturveranstalter und Übersetzer.

## Leben und Werk
Daniel Beskos wuchs als Sohn eines griechischen Vaters und einer deutschen Mutter im hessischen Rodgau auf. Nach Abitur und Zivildienst studierte er ab 1998 Germanistik, Philosophie und Soziologie in Heidelberg, Marburg und Hamburg.
1999 gründete Beskos zusammen mit Peter Reichenbach und Blanka Stolz den mairisch Verlag, in dem er bis heute tätig ist. Seit 1996 ist er als Literaturveranstalter und Moderator tätig. Zusammen mit Peter Reichenbach organisierte er neben Lesereisen der im mairisch Verlag veröffentlichten Autorinnen und Autoren u. a. die Lesereihen Club der lebenden Dichter (1996 bis 1999 im hessischen Hainstadt), Transit (2003 bis 2008 in Hamburg) und Piloten (2013 bis 2014 in Hamburg) sowie das Hamburger Leseclubfestival (seit 2019). Seit 2015 ist er zusammen mit der Autorin Lucy Fricke Veranstalter des jährlich stattfindenden Festivals HAM.LIT – Lange Nacht der jungen Literatur und Musik in Hamburg. 2013 initiierte er den internationalen Indiebookday. Beskos moderierte Veranstaltungen mit Jonathan Safran Foer, Saša Stanišić, Nino Haratischwili, Clemens Meyer, Lize Spit, Musa Okwonga, Ed Victor, Barney Norris, Anna Depenbusch, Matias Faldbakken, Nora Gomringer, Thomas Pletzinger, Hannes Wittmer, Finn-Ole Heinrich, Stevan Paul, Niña Weijers, Benjamin Maack, Nils Mohl, Matthias Politycki, Katinka Buddenkotte, Artur Becker, Dorota Masłowska, Bregje Hofstede u. a.
Zwischen 1996 und 2010 verfasste Beskos journalistische Texte für unterschiedliche Medien, u. a. für ZEIT, Intro, Visions, Testcard, Literaturkritik.de und verschiedene Radiosender. Seit 2016 arbeitet er zudem als Übersetzer aus dem Englischen.
Im Wintersemester 2020/2021 war Beskos Dozent für Verlagswesen im Studiengang Buch- und Medienpraxis an der Goethe-Universität in Frankfurt am Main. Seit 2021 ist er im Vorstand der Kurt Wolff Stiftung.
Daniel Beskos lebt im Hamburger Stadtteil St. Pauli.

## Übersetzungen

### Romane
- Aravind Jayan: Teen Couple Have Fun Outdoors, Suhrkamp Verlag, Berlin 2022, ISBN 978-3-518-47268-2
- Max Gross: Das vergessene Schtetl, Katapult Verlag, Greifswald 2024, ISBN 978-3-948923-88-4

### Graphic Novels
- Nick Drnaso: Sabrina (übersetzt zusammen mit Karen Köhler), Blumenbar / Aufbau, Berlin 2019, ISBN 978-3-351-05071-9
- Nick Drnaso: Acting Class (übersetzt zusammen mit Karen Köhler), Blumenbar / Aufbau, Berlin 2022, ISBN 978-3-351-05102-0

### Sachbücher
- Heather Couper & Nigel Henbest: Space – Eine Entdeckungsgeschichte des Weltalls, mairisch Verlag, Hamburg 2016, ISBN 978-3-938539-41-5
- Barack Obama: Es braucht Mut, Suhrkamp Verlag, Berlin 2020, ISBN 978-3-518-47162-3
- Mackenzi Lee: Eine Weltgeschichte in 50 Hunden, Suhrkamp Verlag, Berlin 2020, ISBN  978-3-518-47103-6
- Rebecca Buxton & Lisa Whiting: Philosophinnen – Von Hypatia bis Angela Davis: herausragende Frauen der Philosophiegeschichte (übersetzt zusammen mit Roberta Schneider und Nefeli Kavouras), mairisch Verlag, Hamburg 2021, ISBN 978-3-948722-03-6
- Hannah Ross: Revolutions – Wie Frauen auf dem Fahrrad die Welt veränderten, mairisch Verlag, Hamburg 2022, ISBN 978-3-948722-14-2
- Daniel C. Abel: Sharkpedia – Die erstaunliche Welt der Haie, mairisch Verlag, Hamburg 2025, ISBN 978-3948722494

### Kinderbücher
- Nadine Robert & Jean Julien: Peter, Kater auf zwei Beinen, mairisch Verlag, Hamburg 2019, ISBN 978-3-938539-56-9

## Auszeichnungen
- 2003 1. Platz beim Internationalen Hörspielwettbewerb des Leipziger Hörspielsommer für das Hörspiel W-Ort[14]
- 2006 Verlagsprämie der Hamburger Kulturbehörde für besonders engagierte Verlagsprogramme[15]
- 2014 Förderpreis der Kurt Wolff Stiftung[16]
- 2014 Buchmarkt-Award in der Kategorie Event für den Indiebookday[17]
- 2014 Sales Award des Börsenvereins des Deutschen Buchhandels in der Kategorie Innovationspreis für den Indiebookday[18]
- 2015 Karl-Heinz-Zillmer-Verlegerpreis[19]
- 2016 Börsenblatt Young Excellence Award[20]
- 2019 Deutscher Verlagspreis[21]
- 2020 Zukunftsprämie der Hamburger Behörde für Kultur und Medien[22]
- 2021 Deutscher Verlagspreis[23]
- 2022 Deutscher Verlagspreis[24]
- 2024 Deutscher Verlagspreis[25]